# Nick Offerman
Nick Offerman (Joliet, Illinois, 26 de juny de 1970) és un actor, escriptor i fuster estatunidenc àmpliament reconegut pel seu paper trencador de Ron Swanson a la comèdia de situació Parks and Recreation de la NBC, per la qual ha rebut el premi de crítics de televisió per èxit individual en comèdia.

## Biografia
Offerman va néixer i va ser criat a Minooka, Illinois. El seu pare, Ric, era professor d'estudis socials en una escola prop de Channahon, Illinois. Es va graduar per la Universitat d'Illinois en Urbana-Champaign el 1993. Aquell any va fundar, al costat d'un grup de companys de la universitat, el Defiant Theatre, una companyia de teatre amb base a Chicago.

## Carrera
Offerman va viure a Chicago en els anys 1990, on va participar en companyies de teatre com Steppenwolf, Goodman i Wisdom Bridge. A Steppenwolf, també va treballar com a coreògraf de baralles i mestre fuster. Aquells anys Offerman va conèixer Amy Poehler, que estava molt involucrada en la improvisació teatral de Chicago.
Offerman ha actuat en pel·lícules com November (2004), Cursed (2005), Miss Congeniality 2: Armed and Fabulous (2005), Sin City (2005), The Men Who Stare at Goats (2009), i The Kings of Summer (2013).
Està casat amb l'actriu de Will & Grace Megan Mullally des de 2003. Offerman va ser actor convidat en Will & Grace durant la seva quarta temporada com el lampista en l'episodi del Dia d'Acció de Gràcies i en King of Queens com a vagabund. També ha participat en el talk show de la seva esposa, The Megan Mullally Show. El 2003, va sortir en tres episodis de 24 i va ser convidat protagonista en un episodi de The West Wing. Darrerament ha fet el paper de Ron Swanson en la sèrie de televisió Parks and Recreation en la cadena NBC. Abans d'això, el seu paper més important havia estat com Randy McGee en George Lopez. El 2003 i 2005 també va tenir aparicions en la sèrie Gilmore Girls, i ha tingut participacions menors en les sèries Deadwood i Monk.
El 2007 Offerman va obtenir un rol protagònista en la sèrie de comèdia de Comedy Central, American Body Shop. El 2009, els productors de The Office, Michael Schur i Greg Daniels, li van oferir un paper recurrent en la seva comèdia situacional Parks and Recreation a la NBC. Offerman va acceptar el paper de Ron Swanson, el cap llibertari del Departament de Parcs, cap de Lesley Knope, la protagonista, interpretada per la coneguda de Offerman, Amy Poehler. La revista Slate ha indicat que Offerman és "l'arma secreta de Parks and Recreation", i va dir que roba escenes de forma regular i "té un do per a la comèdia física subtil".
A més de dedicar-se a l'actuació, Offerman és un constructor professional de barques i té un negoci paral·lel com a fuster. Offerman construeix mobles i altres estructures de fusta com a canoes i barques en el seu taller. També va publicar un DVD educatiu el 2008 titulat "Fine Woodstrip Canoe Building with Nick Offerman", elaborat per Jimmy Diresta. El pagament que va rebre Diresta pel seu treball en el DVD va ser una canoa, la segona que havia construït Offerman. Els guionistes de Parks and Recreation van incorporar l'amor de Offerman per la fusteria en el seu personatge en la sèrie.

## Vida privada
L'esposa de Offerman, l'actriu Megan Mullally, té un paper secundari recurrent en Parks and Recreation com Tammy, la segona exesposa del seu personatge. És amic proper de l'actor Rainn Wilson; tots dos es van fer amics quan van fer una audició per als mateixos papers al principi de les seves carreres i es van mantenir en contacte. Offerman fins i tot va construir la taula de la cuina de Wilson. Offerman és fanàtic dels Chicago Cubs i els Chicago Bears, i ha aparegut juntament amb el seu col·lega Craig Robinson, seguidor dels Chicago White Sox, en una sèrie de publicitat pel New Era Cap Company.

## Cinema
| Any  | Títol                                                                              | Paper                       | Notes                            |
| ---- | ---------------------------------------------------------------------------------- | --------------------------- | -------------------------------- |
| 1997 | Going All the Way                                                                  | Wilks                       |                                  |
| 1998 | City of Angels                                                                     | Treballador construcció     |                                  |
| 1999 | Treasure Island                                                                    | Samuel                      |                                  |
| 2000 | Groove                                                                             | Sergent Channahon           |                                  |
| 2002 | Assassinat... 1, 2, 3 (Murder by Numbers)                                          |                             |                                  |
| 2004 | November                                                                           | Oficial Roberts             |                                  |
| 2005 | Cursed                                                                             | Oficinista                  |                                  |
| 2005 | Miss agent especial 2: Armada i fabulosa (Miss Congeniality 2: Armed and Fabulous) | Karl Steele                 |                                  |
| 2005 | Sin City                                                                           | Shlubb                      |                                  |
| 2006 | Wristcutters: A Love Story                                                         | Policia                     |                                  |
| 2006 | 3 lbs                                                                              | Dr. Coffey                  |                                  |
| 2007 | The Go-Getter                                                                      | Nick the Potter             |                                  |
| 2008 | Harmony & Me                                                                       | Meter Maid Man              |                                  |
| 2009 | The Men Who Stare at Goats                                                         | Scotty Mercer               |                                  |
| 2009 | Taking Chances                                                                     | Xèrif Hoke Hollander        |                                  |
| 2010 | All Good Things                                                                    | Jim McCarthy                |                                  |
| 2012 | Somebody Up There Likes Me                                                         | Sal                         |                                  |
| 2012 | Smashed                                                                            | Dave Davies                 |                                  |
| 2012 | 21 Jump Street                                                                     | Diputat Chief Hardy         |                                  |
| 2012 | Casa de Mi Padre                                                                   | Agent DEA Parker            |                                  |
| 2013 | We're the Millers                                                                  | Don Fitzgerald              |                                  |
| 2013 | The Kings of Summer                                                                | Frank Toy                   |                                  |
| 2013 | In a World...                                                                      | Heners                      |                                  |
| 2013 | Paradise                                                                           | Mr. Mannerhelm              |                                  |
| 2014 | The Lego Movie                                                                     | Metalbeard                  | Veu                              |
| 2014 | Ernest & Celestine                                                                 | George                      | Veu                              |
| 2014 | Date and Switch                                                                    | Terry                       |                                  |
| 2014 | Nick Offerman: American Ham                                                        | Ell mateix                  |                                  |
| 2014 | 22 Jump Street                                                                     | Diputat Chief Hardy         |                                  |
| 2014 | Believe Me                                                                         | Sean                        |                                  |
| 2015 | Knight of Cups                                                                     |                             |                                  |
| 2015 | Un passeig pel bosc                                                                | Rei Dave                    |                                  |
| 2015 | Welcome to Happiness                                                               | Moses                       |                                  |
| 2015 | Danny Collins                                                                      | Guy DeLoach                 |                                  |
| 2015 | Hotel Transylvania 2                                                               | Mike                        | Veu                              |
| 2015 | Me & Earl & the Dying Girl                                                         |                             | Veu                              |
| 2016 | Ice Age. El gran cataclisme (Ice Age: Collision Course)                            | Gavin                       | Veu                              |
| 2016 | Canta (Sing)                                                                       | Norman                      |                                  |
| 2016 | El fundador                                                                        | Richard McDonald            |                                  |
| 2017 | Gunter Babysits                                                                    | Norman                      | Paper de veu; curtmetratge       |
| 2017 | The House of Tomorrow                                                              | Alan Whitcomb               | També productor executiu         |
| 2017 | The Little Hours                                                                   | Lord Bruno                  |                                  |
| 2017 | The Hero                                                                           | Jeremy                      |                                  |
| 2017 | La vida d'en Carbassó (Ma vie de courgette)                                        | Raymond                     | Paper de veu; doblatge en anglés |
| 2017 | Infinity Baby                                                                      | Neo                         |                                  |
| 2018 | Nostalgia                                                                          | Henry Greer                 |                                  |
| 2018 | White Fang                                                                         | Cap de Policia Weeden Scott | Paper de veu                     |
| 2018 | Hearts Beat Loud                                                                   | Frank Fisher                |                                  |
| 2018 | Bad Times at the El Royale                                                         | Felix O'Kelly               |                                  |
| 2019 | La Lego pel·lícula 2 (The Lego Movie 2: The Second Part)                           | MetalBeard                  | Paper de veu                     |
| 2019 | Frances Ferguson                                                                   | Narrador                    | Paper de veu                     |
| 2019 | Lucy in the Sky                                                                    | Will Plimpton               |                                  |

## Televisió
| Any          | Títol                | Paper                        | Notes                                                              |
| ------------ | -------------------- | ---------------------------- | ------------------------------------------------------------------ |
| 1997         | ER                   | Rog                          | Episodi: "Ambush"                                                  |
| 1998         | Profiler             | Bobby                        | Episodi: "Fans First"                                              |
| 1999         | The West Wing        | Jerry                        | Episodi: "The Crackpots and These Women"                           |
| 2001         | Will & Grace         | Nick the Plumber             | Episodi: "Moveable Feast"                                          |
| 2002         | The Practice         | Charles Rossi                | Episodi: "Manifest Necessity"                                      |
| 2003         | Good Morning Miami   | Police Officer               | Episodi: "About a Ploy"                                            |
| 2003         | 24                   | Marcus                       | 3 episodis                                                         |
| 2003         | The King of Queens   | The Man                      | Episodi: "Thanks, Man"                                             |
| 2001–2003    | NYPD Blue            | Steven Debrees / Billy       | 2 episodis                                                         |
| 2003–2004    | George Lopez         | Randy                        | 8 episodis                                                         |
| 2004         | Deadwood             | Tom Mason                    | Episodi: "Deep Water"                                              |
| 2005         | Life on a Stick      | Greg                         | Episodi: "The Gods of TV"                                          |
| 2005         | Monk                 | Jack Whitman                 | Episodi: "Mr. Monk and the Election"                               |
| 2003, 2005   | Gilmore Girls        | Beau Belleville              | 2 episodis                                                         |
| 2006         | CSI: NY              | Joe Green                    | Episodis: "Cool Hunter"                                            |
| 2007         | American Body Shop   | Rob                          | 10 episodis                                                        |
| 2008–2013    | Childrens Hospital   | Chance Briggs                | 10 episodis                                                        |
| 2009–present | Parks and Recreation | Ron Swanson                  |                                                                    |
| 2012         | Bob's Burgers        | Cooper (veu)                 | Episodi: "Bob Fires the Kids"                                      |
| 2012         | The Cleveland Show   | Harris Grundle (veu)         | Episodi: "Tis the Cleveland to Be Sorry"                           |
| 2013         | Out There            | Doug (veu)                   | Episodi: "Viking Days"                                             |
| 2013         | Drunk History        | Johnny Cool                  | Episodi: "Boston"                                                  |
| 2013–2014    | Axe Cop              | Axe Cop (veu)                | 12 episodis                                                        |
| 2014         | Comedy Bang! Bang!   | Ell mateix                   | Episodi: "Nick Offerman Wears a Green Flannel Shirt & Brown Boots" |
| 2014         | Kroll Show           | Vanya                        | Episodi: "Krolling Around with Nick Klown"                         |
| 2014         | Gravity Falls        | Agent Powers (veu)           | Episodi: "Scary-Oke"                                               |
| 2014         | The Simpsons         | Capità Joseph Bowditch (veu) | Episodi: "The Wreck of the Relationship"                           |
| 2014         | Bob's Burgers        | Pete (veu)                   | Episodi: "Father of the Bob"                                       |